# Акбала-Боздак
«Акбала-Боздак» (каз. «Ақбала мен Боздақ») — произведение казахского фольклора.

## История
Автор неизвестен. Записан и опубликован В. В. Радловым в 1870 году под названием «Акбала» в книге «Образцы народной литературы тюркских племен, живущих в Южной Сибири и Джунгарской степи».
Вариант «Акбала-Боздак» записан на арабском языке.
Хранится в фонде НАН РК. Вариант в виде лирической бытовой поэмы (695 строк), написанный на арабском языке, сдан в фонд в 1946 году Баделем Турсынбаевым.

## Сюжет
События, о которых говорится в айтысе, происходят в окрестностях озера Жайсан. Отец Акбалы — Кырги, и отец Боздака Борте — родственники в пятом-шестом колене. Акбала и Боздак влюблены друг в друга. Кырги, узнав об этом, перекочёвывает всей семьёй через Алтай. Отец Боздака отправляет сына к родителям будущей невесты. Акбала умирает от тоски. Боздак находит могилу Акбалы, вонзает нож в сердце и умирает возле могилы возлюбленной.

## Критика
Исследователи казахского фольклора относят «Акбала-Боздак» к жанру обрядового айтыса.
В сюжете «Акбала-Боздак» нашли отражение проблемы социальной несправедливости, женского неравноправия.
М. Жармухамедов в своём научном труде «Пути развития айтыса» относит «Акбала-Боздак» к самому древнему виду кайымдасу, который ясно отражает быт, обычай и традиции казахского народа в древности. Хотя в последующем в поэму были внесены изменения и дополнения, она до сегодняшних дней не утратила своего первоначального духа древности.